# Anabarhynchus loneae
Anabarhynchus loneae är en tvåvingeart som beskrevs av Lyneborg 2001. Anabarhynchus loneae ingår i släktet Anabarhynchus och familjen stilettflugor. Inga underarter finns listade i Catalogue of Life.